# Federació Congolesa de Futbol
La Federació Congolesa de Futbol (FCF, FECOFOOT) —en francès: Fédération Congolaise de Football— és la institució que regeix el futbol a la República del Congo. Agrupa tots els clubs de futbol del país i es fa càrrec de l'organització de la Lliga de la República del Congo de futbol i la Copa. També és titular de la Selecció de futbol de la República del Congo absoluta i les de les altres categories.
Va ser formada el 1962.
- Afiliació a la FIFA: 1964
- Afiliació a la CAF: 1965[4]